# Yanti Somer
Yanti Somer vlastním jménem Kirsti Elisa Somersalo (29. února 1948 Helsinky, Finsko) je finská herečka, která se nejvíce proslavila rolemi ve spaghetti westernech Podivné dědictví, kde ztvárnila postavu Candidy Olsenové, a ve filmu Malý unavený Joe, kde ztvárnila postavu Perly. V obou filmech byla partnerkou Terence Hilla.
Narodila se v Helsinkách. V jejich 16 letech jí zemřel otec. V roce 1968 se rozhodla odejít do Paříže, kde se nejprve živila jako číšnice. Po čase dostala nabídku pracovat v modelingu. Kromě modelingu se pokoušela dostat k filmu, účastnila se mnoha konkurzů, během nichž získala několik menších rolí s Pierrem Bricem, s kterým i krátce žila. V této době začala používat své umělecké jméno Yanti Somer. Nakonec si ji vybral režisér Enzo Barboni do filmu Malý unavený Joe, kde si zahrála po boku Terence Hilla a Buda Spencera. Toto období bylo pro ní nejkrásnější.
Později neměla štěstí na své agenty, a tak se objevila pouze v nízkorozpočtových sci-fi filmech po boku Christophera Reeva a nakonec pro neshody a žárlivost svého manžela filmový průmysl zcela opustila.